# Garry Kimovich Kasparov
Garry Kimovich Kasparov (tiếng Nga: Га́рри Ки́мович Каспа́ров; phát âm như kas-PA-rov với trọng âm ở âm tiết thứ hai) sinh ngày 13 tháng 4 năm 1963, là siêu đại kiện tướng cờ vua người Nga và được ví là kỳ thủ mạnh nhất trong lịch sử. Hệ số ELO 2851 của Kasparov vào tháng 7 năm 1999 trong bảng xếp hạng của Liên đoàn Cờ vua Quốc tế (FIDE) được xếp hạng cao nhất trong khoảng 20 năm từ năm 1985 đến năm 2005, Kasparov đã từng là nhà vô địch cờ vua thế giới không thể đánh bại từ 1985 đến 1993. Năm 1993, khi Nigel Short người Anh lọt vào trận chung kết thế giới, trở thành người thách thức Kasparov, thì cả Short và Kasparov cùng quyết định ly khai khỏi FIDE để lập ra 1 tổ chức mới là Hiệp hội Cờ vua Chuyên nghiệp (PCA) và tổ chức riêng trận chung kết thế giới. Trong trận đấu này, Kasparov đã giành phần thắng và giữ ngôi vô địch. Trong khi đó, FIDE khai trừ Kasparov và Short ra khỏi tổ chức của mình và chỉ định Karpov và Timman (người Hà Lan) đấu trận chung kết (Karpov thắng trận này).
Trong nhiều năm, PCA và FIDE hoạt động song song nhau, Kasparov chỉ thi đấu trong khuôn khổ PCA nhưng vẫn được FIDE tính điểm và xếp hạng, hệ số ELO của Kasparov đứng vững ở vị trí số 1 thế giới nhiều năm liền. Năm 2000, đối thủ trong trận chung kết của Kasparov là Vladimir Kramnik (người Nga), Kasparov thua trận đấu này (gồm 16 ván) và để mất danh hiệu vô địch PCA vào tay Kramnik.
Kasparov đã 11 lần giành giải thưởng Oscar cờ vua trong các năm: 1982, 1983, 1985, 1986, 1987, 1988, 1995, 1996, 1999, 2001 và 2002. Kasparov tuyên bố ngừng thi đấu cờ vua chuyên nghiệp vào ngày 10 tháng 3 năm 2005 vì cảm thấy không có đối thủ ngang tầm.
Sau khi giải nghệ, ông tham gia các hoạt động chính trị. Ông chủ trương đường lối dân chủ, ủng hộ phe đối lập ở Nga và chống lại tổng thống Putin. Ông cũng dự định sẽ tranh cử tổng thống. Kasparov đã tiến hành nhiều hoạt động nhằm phản đối chính quyền của Putin, điển hình là các cuộc biểu tình. Trong một cuộc biểu tình năm 2007, ông bị bắt và giam giữ trong vài ngày .
Năm 2014, Kasparov có quốc tịch Croatia. Ông sống ở thành phố New York và thường xuyên đi khắp nơi.

## Tiểu sử
Cha, Kim Moiseevich Weinstein (gốc Do Thái), kỹ sư năng lượng, và mẹ, Klara Shagenovna Kasparian (gốc Armenia), kỹ sư chuyên gia tự động hóa và cơ khí truyền thông, đã dạy Garry chơi cờ. Garry bắt đầu học cờ vua thường xuyên ở Cung Đội viên Baku năm 7 tuổi (cũng là năm cha cậu mất vì ung thư bạch cầu), vài năm sau mẹ cậu đã lấy họ của mình đặt cho con.
Từ năm 10 tuổi, Kasparov đã học trong trường cờ vua của nhà cựu vô địch thế giới Mihail Botvinnik. Năm 15 tuổi, anh đã trở thành trợ lý của Botvinnik.
Năm 1975, trong buổi biểu diễn chơi cờ với nhiều người của nhà vô địch thế giới môn cờ vua Anatoly Karpov ở Cung Đội viên Leningrad, Kasparov đã hòa với Đại kiện tướng.
Năm 1976, Kasparov chiến thắng giải vô địch thiếu niên Liên Xô môn cờ vua.
Năm 1978, Kasparov thắng giải cờ vua tưởng nhớ Sokolsky ở Minsk và nhận danh hiệu Kiện tướng thể thao môn cờ vua.
Năm 1980, anh trở thành Đại kiện tướng trẻ nhất thế giới, đoạt chức vô địch thiếu niên thế giới môn cờ vua ở Dortmund và tốt nghiệp trung học với Huy chương vàng.
Năm 1981, vô địch Liên Xô môn cờ vua, trở thành nhà vô địch môn cờ vua trẻ nhất của Liên Xô.
Năm 1984, sau khi đã loại bỏ các đấu thủ khác, Kasparov trở thành người thách đấu với đương kim vô địch thế giới Anatoly Karpov. Trận chung kết giữa Karpov và Kasparov đã không thể kết thúc do không bên nào thắng trước được 6 ván theo quy định. Sau 48 ván, trận đấu tranh chức vô địch buộc phải bị hủy bỏ để đấu lại theo quy cách mới.

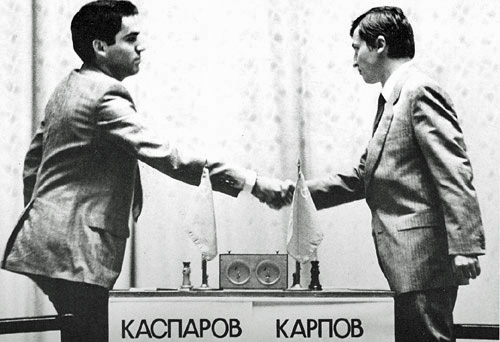
Karpov và Kasparov năm 1985

Năm 1985, trong trận đấu tranh chức vô địch theo các quy định mới của FIDE, Kasparov đã đoạt ngôi vua cờ thế giới từ tay Anatoly Karpov. Trận đấu kéo dài 24 ván, kết thúc với tỷ số 13-11 nghiêng về Kasparov.

## Một vài ván cờ tiêu biểu
Kasparov - Karpov
Moskva, 1985. Vòng 1.
1.d4 Nf6 2.c4 e6 3.Nc3 Bb4 4.Nf3 c5 
5.g3 Ne4 6.Qd3 Qa5 7.Qxe4 Bxc3+ 8.Bd2 Bxd2+ 
9.Nxd2 Qb6 10.dxc5 Qxb2 11.Rb1 Qc3 12.Qd3 Qxd3 
13.exd3 Na6 14.d4 Rb8 15.Bg2 Ke7 16.Ke2 Rd8 
17.Ne4 b6 18.Nd6 Nc7 19.Rb4 Ne8 20.Nxe8 Kxe8 
21.Rhb1 Ba6 22.Ke3 d5 23.cxd6 Rbc8 24.Kd3 Rxd6 
25.Ra4 b5 26.cxb5 Rb8 27.Rab4 Bb7 28.Bxb7 Rxb7 
29.a4 Ke7 30.h4 h6 31.f3 Rd5 32.Rc1 Rbd7 
33.a5 g5 34.hxg5 Rxg5 35.g4 h5 36.b6 axb6 
37.axb6 Rb7 38.Rc5 f5 39.gxh5 Rxh5 40.Kc4 Rh8 
41.Kb5 Ra8 42.Rbc4 1-0
Kasparov - Karpov
Moskva, 1985. Vòng 11.
1.d4 Nf6 2.c4 e6 3.Nc3 Bb4 4.Nf3 O-O 
5.Bg5 c5 6.e3 cxd4 7.exd4 h6 8.Bh4 d5 
9.Rc1 dxc4 10.Bxc4 Nc6 11.O-O Be7 12.Re1 b6 
13.a3 Bb7 14.Bg3 Rc8 15.Ba2 Bd6 16.d5 Nxd5 
17.Nxd5 Bxg3 18.hxg3 exd5 19.Bxd5 Qf6 20.Qa4 Rfd8 
21.Rcd1 Rd7 22.Qg4 Rcd8 23.Qxd7 Rxd7 24.Re8+ Kh7 
25.Be4+ 1-0
Karpov - Kasparov
Moskva, 1985. Vòng 24.
1.e4 c5 2.Nf3 d6 3.d4 cxd4 4.Nxd4 Nf6 
5.Nc3 a6 6.Be2 e6 7.O-O Be7 8.f4 O-O 
9.Kh1 Qc7 10.a4 Nc6 11.Be3 Re8 12.Bf3 Rb8 
13.Qd2 Bd7 14.Nb3 b6 15.g4 Bc8 16.g5 Nd7 
17.Qf2 Bf8 18.Bg2 Bb7 19.Rad1 g6 20.Bc1 Rbc8 
21.Rd3 Nb4 22.Rh3 Bg7 23.Be3 Re7 24.Kg1 Rce8 
25.Rd1 f5 26.gxf6 Nxf6 27.Rg3 Rf7 28.Bxb6 Qb8 
29.Be3 Nh5 30.Rg4 Nf6 31.Rh4 g5 32.fxg5 Ng4 
33.Qd2 Nxe3 34.Qxe3 Nxc2 35.Qb6 Ba8 36.Rxd6 Rb7 
37.Qxa6 Rxb3 38.Rxe6 Rxb2 39.Qc4 Kh8 40.e5 Qa7+ 
41.Kh1 Bxg2+ 42.Kxg2 Nd4 0-1

## Đánh với máy tính

### Deep Thought, 1989
Trận đấu giữa Kasparov và máy tính Deep Thought của hãng IBM diễn ra trong 2 ván. Ván thứ nhất máy tính chơi quân Trắng, ván thứ hai máy tính chơi quân Đen. Cả hai ván cờ Deep Thought đều bị Kasparov đánh bại. Ván thứ nhất Kasparov từng bước dồn máy tính vào thế cờ thua cuộc. Ván thứ 2, Deep Thought mắc sai lầm trong khai cuộc và bị Kasprov tận dụng bắt Hậu, sau đó máy đã phải đầu hàng sớm.
Sau trận đấu này, Kasparov đánh giá trình độ của máy tương đương với một kiện tướng trung bình. Nhưng ông khẳng định máy tính sẽ không bao giờ có khả năng đạt trình độ chơi cờ của con người.
(Nguồn tham khảo: Tạp chí Cờ Vua 64 - Liên Xô 1989)

### Deep Blue
Bài chi tiết: Deep Blue đấu với Garry Kasparov

#### Deep Blue, 1996
Tháng 2 năm 1996, Deep Blue của IBM đã đánh bại Kasparov ván đầu sử dụng đồng hồ đếm thời gian bình thường. Tuy nhiên, sau đó Kasparov đã thắng nó với 3 ván thắng và 2 ván hòa, giành chiến thắng chung cuộc.

#### Deep Blue, 1997
Tháng 5 năm 1997, công ty IBM cùng với bản nâng cấp mới của Deep Blue quyết tâm đánh bại Kasparov một lần nữa. Họ tung ra phiên bản phần mềm mới đã được cải tiến nhiều cùng với hệ siêu phần cứng gồm nhiều bộ vi xử lý cùng chạy song song. Chuyên gia cờ vua người Mỹ Joel Benjamin là người phân tích và cố vấn các nước đi khai cuộc cho Deep Blue. Quyết tâm của IBM ở chỗ Deep Blue được thiết kế chuyên để "đấu với Kasparov", tất cả những nước đi khai cuộc mà Kasaprov đã từng sử dụng đều được cài trong từ điển của máy. Và lần này họ đã thành công, trong trận đấu 6 ván Deep Blue đã hạ Kasparov với tỷ số 3,5-2,5. Tại ván đấu cuối cùng, Deep Blue phát hiện sai lầm của Kasparov từ nước đi khai cuộc và quyết định thí quân phá vỡ thế trận của Kasparov ngay từ đầu ván cờ khiến chung cuộc Kasparov phải đầu hàng sớm.
Thành công của Deep Blue cũng là khởi đầu của thời đại máy tính thống trị cờ vua, con người khó có khả năng thi đấu cùng với máy tính.

### X3D Fritz, 2003
Tháng 11 năm 2003, đánh 4 ván hòa cả bốn với X3D Fritz.
Kasparov hòa với X3D fritz với 2 ván hòa và 1 ván thắng cho mỗi bên